# Garcinia cauliflora
Garcinia cauliflora là một loài thực vật có hoa trong họ Bứa. Loài này được Baker mô tả khoa học đầu tiên năm 1887.